# 普勒尔
普勒尔（法語：Preures，法語發音：[pʁœʁ]）是法国上法蘭西大區加来海峡省的一个市镇，属于蒙特勒伊区。

## 地理
普勒尔（50°34'19"N, 1°52'40"E）面积15.87 平方千米，位于法国上法蘭西大區加来海峡省，该省份为法国北部沿海省份，西北濒北海，南至索姆省，东临北部省。
与普勒尔接壤的市镇（或旧市镇、城区）包括：于克利耶、阿莱特、伯桑、贝赞盖姆、比蒙、布尔特、克朗勒、巴永河畔昂坎。

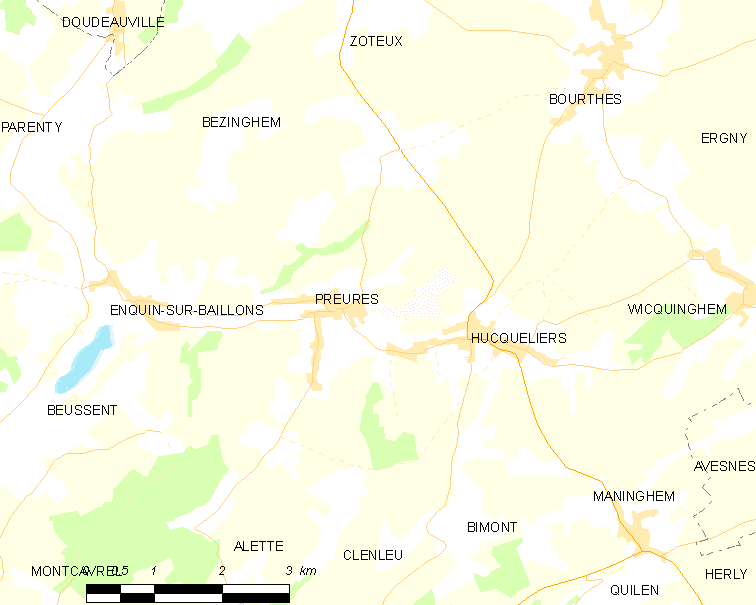
普勒尔的OSM定位图

普勒尔的时区为UTC+01:00、UTC+02:00（夏令时）。

## 行政
普勒尔的邮政编码为62650，INSEE市镇编码为62670。

## 政治
普勒尔所属的省级选区为兰布尔县。

## 人口

1962-2008年间普勒尔人口变化图示

普勒尔于2022年1月1日时的人口数量为624人。